# Synagoge (Saverne)

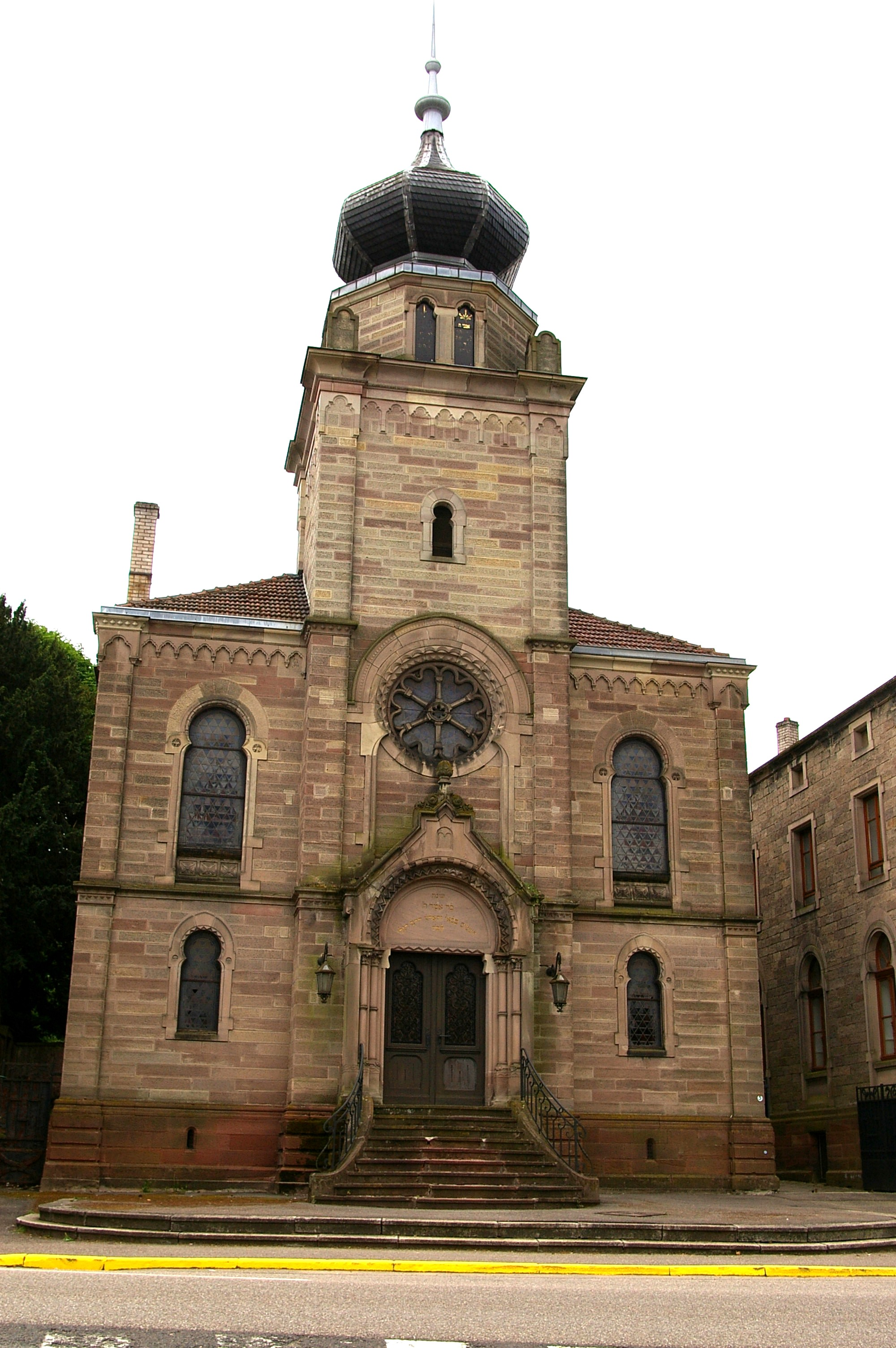
Synagoge von Saverne

Die Synagoge in Saverne, einer französischen Stadt im Département Bas-Rhin in der historischen Region Elsass, wurde von 1898 bis 1900 erbaut. Die Synagoge befindet sich in der Rue du 19 Novembre. Sie wurde in das „Inventaire général du patrimoine culturel“ aufgenommen.

## Geschichte
1826 kaufte die jüdische Gemeinde Saverne ein Grundstück und errichtete hierauf 1835 eine Synagoge. Das nach einem Brand im Jahr 1850 zerstörte Gebäude wurde umgehend wiederaufgebaut.
Die neue Synagoge wurde 1898 bis 1900 nach den Plänen des Architekten Heinrich Hannig aus Saverne errichtet. Die feierliche Einweihung fand am 9. März 1900 statt.
Nach der deutschen Besetzung des Elsass 1940 wurde die Synagoge teilweise zerstört: Der Turm mit seiner Zwiebelhaube wurde abgerissen, die Mauern wurden mit Beton verkleidet, um die Erinnerung an die jüdische Präsenz auszulöschen. Danach wurde die Synagoge profaniert und als Versammlungsraum und Werkstatt des NS-Fliegerkorps genutzt. Ab 1950 konnten in der Synagoge wieder Gottesdienste abgehalten werden.
Über dem Portal ist auf Hebräisch folgende Inschrift angebracht: Also spricht der Ewige: Der Himmel ist mein Thron und die Erde der Schemel meiner Füße (Jesaja 66, 1).

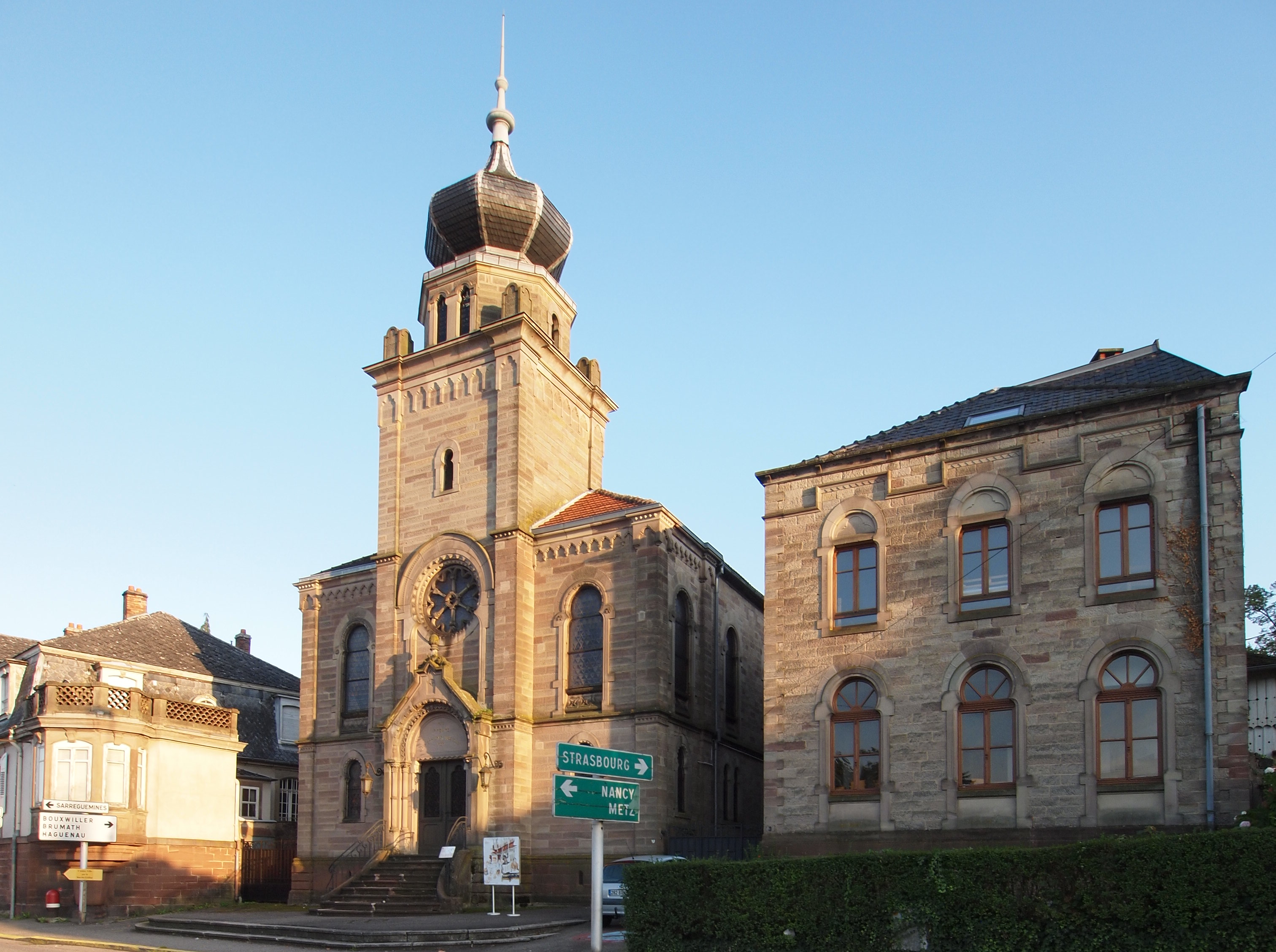
Fassade
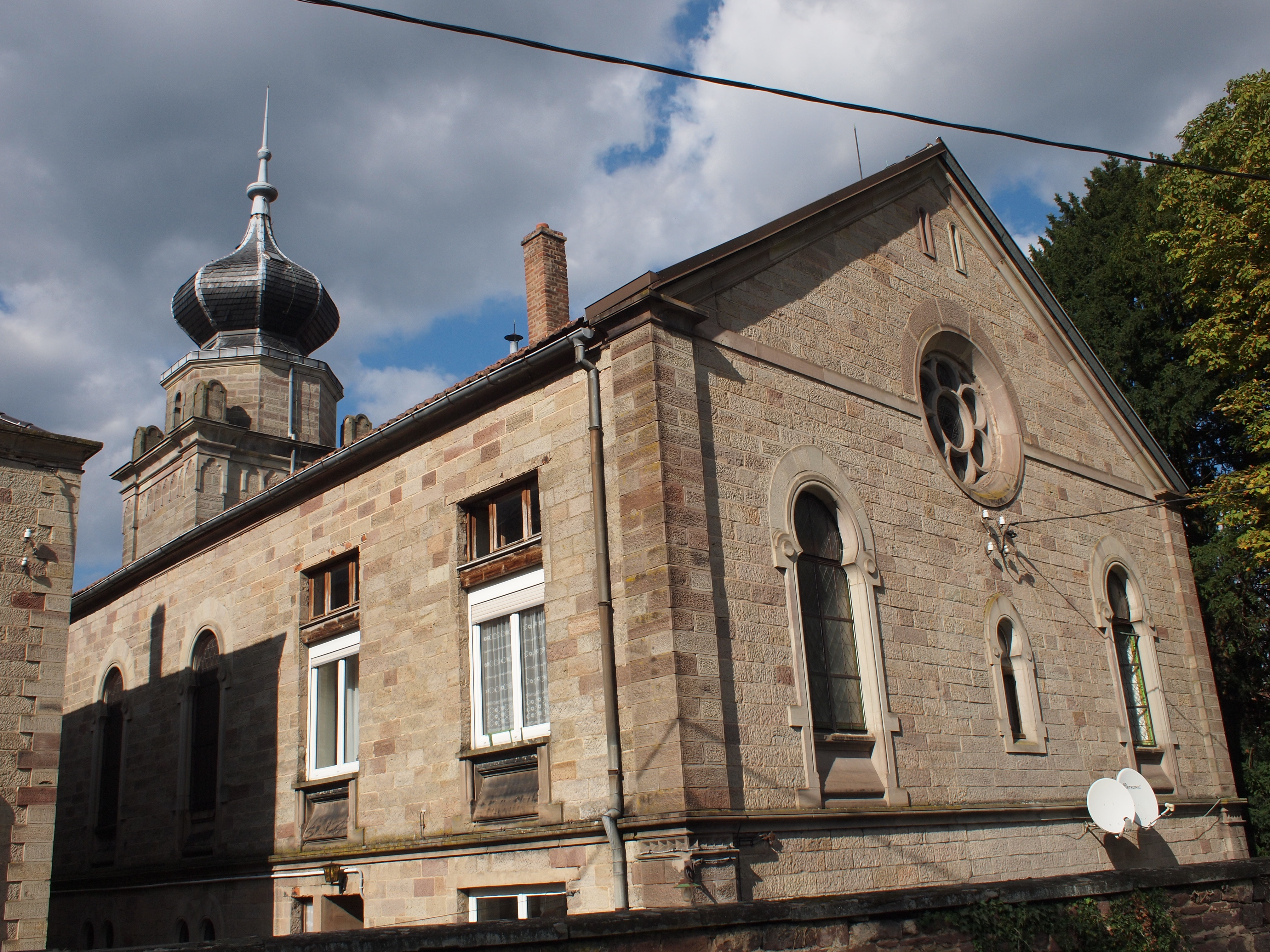
Rückseite
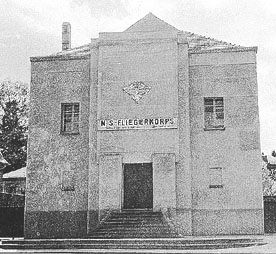
1943